# スカイ・ライダーズ
スカイ・ライダーズ (also known as Sky Riders)は、1976年に公開されたアメリカ合衆国のアクション映画。 
監督ダグラス・ヒコックス。出演ジェームズ・コバーン、スザンナ・ヨーク、ロバート・カルプ。

## あらすじ
ギリシャでアメリカ人ビジネスマンのジョナス・ブラッケンは妻と子供達を過激派グループの世界活動家革命軍に誘拐されてしまう。
安全な返還のために500万ドルの身代金を要求される。ブラッケンは資産を売却して資金を調達するが、誘拐犯はさらなる要求を行い、
資金を使って武器の購入を要求する。

## キャスト
| 役名         | 俳優                   | 日本語吹替                        |
| 役名         | 俳優                   | TBS版                             |
| ------------ | ---------------------- | --------------------------------- |
| マッケイブ   | ジェームズ・コバーン   | 瑳川哲朗                          |
| エレン       | スザンナ・ヨーク       | 沢田敏子                          |
| ブラッケン   | ロバート・カルプ       | 阪脩                              |
| ニコリディス | シャルル・アズナヴール | 宮川洋一                          |
| ベン         | ジョン・ベック         | 日高晤郎                          |
| テロリスト   | ヴェルナー・ポッハート | 池田勝                            |
| 不明 その他  |                        | 山本嘉子 平林尚三 西川幾雄        |
|              |                        |                                   |
| 演出         | 演出                   | 松川陸                            |
| 翻訳         |                        |                                   |
| 効果         |                        |                                   |
| 調整         | 調整                   | 杉原日出弥                        |
| 制作         | 制作                   | トランスグローバル                |
| 解説         | 解説                   | 荻昌弘                            |
| 初回放送     | 初回放送               | 1979年7月2日 『月曜ロードショー』 |